# Kool Kojak
Allan Grigg, mer känd som Kool Kojak, är en amerikansk låtskrivare och musikproducent som skrev Flo Ridas hitsingel "Right Round".

## Utvald diskografi
- Flo Rida - "Right Round" – Skriven/producerad med Dr. Luke
- Kesha - "Blow" - Skriven/producerad med Dr. Luke, Benny Blanco och Max Martin
- Shwayze - "Maneatrr" – Skriven/producerad med Cisco Adler
- Urban Legend - "Tropical Techniques" – Skriven/producerad med J-Radical
- Miranda Cosgrove - "There Will Be Tears" - Skriven/producerad med Ammo